# Max Barrau
Pour les articles homonymes, voir Barrau.
Pas d'image ? Cliquez ici

a Compétitions nationales et continentales officielles uniquement.

b Matchs officiels uniquement.
Dernière mise à jour le 24 novembre 2021.
Max Barrau, né le 26 novembre 1950 est un joueur international français de rugby à XV, ayant évolué au poste de demi de mêlée. 
Son neveu Mathieu Barrau a également joué à Agen et en équipe de France, tandis que son petit-fils Maxence Biasotto remporte le Championnat du monde junior en 2023 avec l'équipe de France des moins de 20 ans. 

## Biographie
Max Barrau est sélectionné à quinze reprises en équipe de France, de 1971 à 1974. Formé à Beaumont de Lomagne, et international avec son club d'origine, il émigra d'abord un an au Stade toulousain (saison 1972-1973), puis au SU Agen (saison 1973-1974) avant de revenir dans son club de Beaumont. Cette volte-face lui fit perdre sa place en équipe de France à cause de 18 mois de licence rouge.[pourquoi ?]
Cette affaire comme l’interdiction du Rugby à XIII ou encore le Bouclier de Brennus non attribuée à Grenoble en 1993, est aujourd’hui considérée comme une des plus grandes injustices de l’histoire du rugby et un véritable gâchis pour l´équipe de France car beaucoup le considéraient comme le meilleur demi de mêlée français de l'époque (voire de la fin du vingtième siècle). Il est classé trois fois de suite meilleur demi de mêlée français entre 1971 et 1973 par l'hebdomadaire Midi olympique. Après, il n'est plus sélectionné que dans des équipes de France B avant de renoncer à toute sélection.
Il est sélectionné pour la tournée en Afrique du Sud de 1971 mais se brise la jambe au cours du premier match contre la province de l'Eastern Transvaal et doit rentrer immédiatement en France. Il est en revanche de la tournée en Australie de 1972 où il dispute les deux tests. Son match « référence » est un test-match remporté (13-9) en 1973 face aux All Blacks, où il est époustouflant. Il est par la suite supplanté par Richard Astre et Jacques Fouroux à cause de ses deux changements de clubs successifs, et notamment pour avoir quitté le SU Agen afin de revenir dans son club formateur pour raison familiale.

## Statistiques en équipe nationale
- Sélectionné en équipe de France à 15 reprises, de 1971 à 1974
- Capitaine de l'équipe de France contre l'Irlande en 1974.
- 4 points inscrits
- 1 essai